# Lodejnoje Pole
Lodejnoje Pole (russisk: Лоде́йное По́ле) er en by i den europæiske del af Rusland. Den har et indbyggertal på 18.444 (2024) indbyggere og ligger i Lodejnoje Pole rajon i Leningrad oblast.
Lodejnoje Pole ligger ca. 244 kilometer nordøst for Sankt Petersborg ved floden Svir, der løber fra Onega-søen ud i Ladoga-søen. Byen blev grundlagt i 1702, hvor landsbyen Mokrisjvitsa havde ligget, og hvor Peter den Store havde etableret Olonets Skibsværft. I 1703 blev den russiske østersøflådes første skib bygget her.